# Olivier de Saint-Georges de Vérac
Pour les articles homonymes, voir Saint-Georges et Vérac.
Armand-Maximilien-François-Joseph-Olivier de Saint-Georges, vicomte puis marquis de Vérac, né le 1er août 1768 à Paris et mort le 13 août 1858 en son château du Tremblay-sur-Mauldre est un militaire et homme politique français des XVIIIe et XIXe siècles.

## Biographie
Quatrième fils du marquis de Vérac, Olivier de Saint-Georges naît à Paris, le 1er août 1768.
Destiné comme ses aïeux à la carrière des armes, il débute à l'âge de quinze ans dans les gardes du corps du roi ; passe, en 1786, sous-lieutenant dans les carabiniers royaux, et y reçoit le grade de capitaine en 1788. Sa carrière naissante est brisée par la Révolution française.

### Émigration
S’étant rendu à Soleure, auprès de son père, ambassadeur en Suisse du Roi de France, il y trouve le baron de Breteuil, ancien ministre de la maison du roi, qui y résidait avec sa famille depuis les premiers jours de l’émigration. Le baron de Breteuil, « qui avait la confiance et les pouvoirs de Louis XVI, et était seul confident, au dehors, du voyage de Varennes […] » choisit le jeune Olivier de Vérac pour être son secrétaire, l’aider dans sa correspondance avec le Roi et l’étranger, l’envoyer même porteur de dépêches à Paris, « au péril de sa vie », l’initiant ainsi à des secrets qu’ignorait son père.
Après que l'on ait appris la nouvelle de l’arrestation du Roi, le jeune homme demeure au même poste, associé aux efforts que continua de faire M. de Breteuil pour sauver le Roi et la Reine.
Il est ainsi constamment initié aux confidences que les souverains déchus et captifs, parvenaient quelquefois à adresser à leurs serviteurs.
Après l'exécution de Louis XVI, Vérac suivit le baron de Breteuil à Bruxelles puis prend du service à l’étranger. En 1796, il suit, dans l'état-major de Wurmser les opérations de la campagne d'Italie.
Le vicomte de Vérac, qui n'était porté nominativement sur aucune liste d’émigrés, rentre en France, en 1799.

### Premier Empire
En 1807, Vérac est l’objet d’une rigueur personnelle, et exilé en Belgique, par l’Empereur, qui le met pendant plusieurs années sous la surveillance des autorités administratives. Il rentre définitivement en France en 1809.
En 1810, il épouse mademoiselle Euphémie de Noailles, fille du général-vicomte de Noailles, qui venait de périr, en 1804.

### Restauration française
Après l’abdication de Fontainebleau, Vérac salue, avec enthousiasme, le retour des Bourbons, qui n’avaient pas perdu le souvenir de son dévouement à Louis XVI.
Il est nommé chevalier de Saint-Louis, le 24 août 1814 ; membre du Conseil général de Seine-et-Oise, le 30 septembre de la même année, et pair de France, le 17 août 1815.
Entré dans la vie publique, « son esprit éclairé et judicieux ne le fit pas hésiter sur la nécessité de marcher avec franchise » dans la voie du gouvernement représentatif dont la Restauration venait de doter la France. Aussi est-il un des membres les plus décidés et les plus intelligents du parti modéré qui formait la majorité de la pairie, et qui fut connu plus tard sous le nom de centre droit. On aura tout dit sur sa couleur politique, en disant qu’il était ami intime du duc de Richelieu, et partageait ses opinions. Il le sert activement dans sa ligne de conduite, et entre autres, contribue beaucoup à son rapprochement avec M. de Villèle.
Vérac vote pour la mort dans le procès du maréchal Ney.
Il tient constamment une place importante à la chambre haute (bien qu'éloigné de la tribune par un léger défaut de prononciation), par la part qu’il prend aux questions qui s’y traitent, au travail des commissions, aux transactions des partis, et il porte le même esprit et la même influence dans les conseils généraux et les collèges électoraux (qu’il présidait, depuis 1818, à chaque session), également apprécié par les hommes politiques et par la cour, où il tient une place marquante, comme grand officier de la Légion d'honneur et gouverneur du château de Versailles (1819).
M. de Forbin ayant eu l'idée, en 1822, en raison de l'abondance des tableaux, d'installer un musée à Versailles, M. de Vérac s'oppose à tout aménagement qui rendrait le palais inhabitable pour le Roi ; il objecte en outre que, parmi les tableaux, il y en avait de peu convenables, entre autres une Athalie « qui montre un derrière aussi effrayant que le songe qui l'agite ». L'idée est abandonnée.
Gouverneur intérimaire du palais des Tuileries en 1823, commandeur de la Légion d'honneur à l'occasion du sacre de Charles X, le marquis de Vérac est élevé au rang de grand officier de la Légion d'honneur en 1829.

### Monarchie de Juillet
Il est encore gouverneur de Versailles lorsqu'éclate la révolution de Juillet 1830 : « il la vit avec une amère douleur », mais la chambre des pairs ayant été conservée, il continue à y siéger, professant la maxime « qu’il ne faut pas se séparer volontairement du pays, quand on occupe une position indépendante, où l’on peut encore empêcher le mal et faire le bien ».
Il y prête, en effet, son appui aux mesures qui pouvaient affermir l’ordre et repousser la révolution, sans faire pour cela le sacrifice de ses sentiments et de ses opinions. Il proteste vivement contre la proposition de l'abolition du deuil national du 21 janvier (commémorant la mort de Louis XVI), s'exprime (1836) dans le procès Meunier en faveur de Lavaux, et élève encore quelquefois la voix dans l’assemblée « pour réclamer en faveur de ce qui était juste et utile au pays ».
Bien qu'il eût prêté serment à Louis-Philippe Ier, il n'apparaît plus aux Tuileries après la Révolution d'août 1830.
Il se rend à Londres pour rencontrer le « comte de Chambord » vers 1843-1844 et est par la suite, en correspondance avec lui.
Du reste, il ne vécut réellement plus qu’en homme privé, ne siégeant que fort irrégulièrement jusqu'à la révolution de Février 1848 qui le rend à la vie privée.  Il meurt le 13 août 1858, à 90 ans, en son château du Tremblay sur Mauldre.

### Récapitulatifs

#### Titres
- Vicomte[2] de Vérac (1768-1817) ;
- Pair de France[11] :
  - 17 août 1815 - février 1848 ;
  - Marquis de Vérac-pair héréditaire (31 août 1817, lettres patentes du 14 avril 1818[7]) ;

Du fait de son élévation au rang de marquis, il y eut deux marquis de Vérac :
- de 1818 à 1828, Olivier (marquis et pair) et son père Charles Olivier (4e marquis de Vérac) ;
- de 1828 à 1838, Olivier et son frère aîné Anne Louis Joseph César Olivier (5e marquis de Vérac).

Sa titulature était : S.S. le marquis de Vérac.

#### Décorations
| Chevalier du Saint-Esprit | Grand officier de la Légion d'Honneur | Chevalier de Saint-Louis | Décoration du Lys |

- Chevalier du Saint-Esprit[2] (dernière promotion : au palais des Tuileries, le 31 mai 1830, Jour de la Pentecôte) ;
- Légion d'honneur[12] :
  - Officier (19 août 1820)[7], puis,
  - Commandeur (22 mai 1825)[7], puis,
  - Grand officier de la Légion d'honneur[5] (1829[6]) ;
- Chevalier de Saint-Louis (24 août 1814) ;
- Décoration du Lys (d'après le portrait en début d'article) ;

#### Armoiries
Écartelé: aux 1 et 4, d'argent, à la croix de gueules ; aux 2 et 3, fascé ondé enté d'argent et de gueules de six pièces (de Rochechouart).,,,
- Supports : deux sirènes[13] ;
- Cimier : une Mélusine[13].
- Devise : « Nititur Per Ardua Virtus[13] ».

### Ascendance et postérité
Armand-Maximilien-François-Joseph-Olivier était le cinquième enfant de Charles Olivier de Saint-Georges (1743-1828), 4e marquis de Vérac et de Marie Charlotte Joséphine Sabine de Croÿ d'Havré (1740-1776).
Il avait pour frères et sœurs : 
- Charles François Marie Joseph de Saint Georges de Vérac (Paris, 31 octobre 1761 - 19 juin 1763) ;
- Anne Louis Joseph César Olivier de Saint Georges de Vérac (Paris, 22 juillet 1763 - Paris, 13 février 1838), 5e marquis de Vérac, marié, le 24 octobre 1785 à Paris, avec Gabrielle Françoise Eustachie ( † 15 juin 1822), fille de Charles François Gaspard Fidèle de Vintimille, sans postérité. César de Vérac fut marié très-jeune avec mademoiselle de Vintimille, fille du comte de Vintimille, chevalier d'honneur de madame la comtesse d'Artois, qui obtint pour son gendre la survivance de cette place. Le comte de Vérac suivit la princesse en émigration, servit il l’armée des princes, et rentra en France quand les circonstances le permirent. Il fut nommé, à la Restauration, gentilhomme d’honneur de Monsieur, comte d'Artois, et plus tard, un des quatre chambellans de Charles X de France[8].
- Alphonse Christian Théodoric Joseph Olivier de Saint Georges de Vérac (né le 16 février 1765 - Paris) ;
- Anne Justine Elisabeth Joséphine de Saint Georges de Vérac (née le 13 avril 1767 - Paris), mariée, le 27 avril 1779 à Paris, avec Benjamin Léonor Louis Frotier (1760-1806), marquis de La Coste-Messelière, colonel de cavalerie, ministre plénipotentiaire, député aux États généraux de 1789, député du Cantal à la Convention nationale, préfet napoléonien (Allier), dont postérité ;
- Gabriel Louis Christian Joseph de Saint Georges de Vérac  ( † 10 mars 1839 à Paris), chevalier de Malte et chevalier de Saint-Louis. Il servit à l’armée des princes et en Espagne[8].

Il épouse, le 12 mai 1810 à Paris, Adélaïde-Marie-Euphémie-Cécile de Noailles (Paris, 17 mai 1790 - La Norville, 21 août 1870), fille de Louis-Marie, vicomte de Noailles, maréchal-de-camp, chevalier des ordres de Saint-Louis et chevalier de Malte, et de l'« association » de Cincinnatus, et d'Anne-Jeanne-Baptiste-Pauline-Adrienne-Louise-Dominique de Noailles d'Ayen (1758-1794).
- Ensemble, ils ont trois filles :
  - Armes de la famille de Rougé. Marie Charlotte Adrienne Philippine (Paris VIIe, 27 février 1811 - Paris, 18 mars 1886), mariée, le 17 juin 1833 à Paris Xe, avec Adolphe, comte de Rougé (1808-1871), dont :
    - Jeanne-Charlotte de Rougé (née le 20 octobre 1834), mariée le 10 mai 1859 à Théodore de Rous, marquis de La Mazelière (1820 ✝ 1873), dont postérité ;
    - Marguerite de Rougé (née le 15 décembre 1835), mariée le 25 juillet 1865 à Gonzague (né en 1838), marquis d'Isoard de Vauvenargues, dont postérité ;
    - Cécile de Rougé, religieuse,
    - Arthur Marie Paul Augustin, 10e comte de Rougé, comte du Plessis-Bellière, marquis du Fay, Grand d'Espagne, 5e duc de Caylus, marié le 14 juin 1888 à Agnès (1854 ✝ 1927), fille de Charles de Rohan-Chabot et sœur de Alain, dont :
      - Postérité ;

    - Marie Pauline Herminie de Rougé (4 octobre 1845 - Paris ✝ 16 mars 1920 - Chambéry), mariée le 27 mai 1869 (Paris) à son cousin Paul Costa de Beauregard (1839 ✝ 1901), dont postérité ;
    - Elodie de Rougé, morte jeune,

  - Armes de la maison Costa de Beauregard. Marthe Augustine Antoinette Adrienne (Paris VIIe, 11 avril 1812 - Chambéry, 14 juillet 1884), mariée, le 12 mai 1834 à Marcieu (Isère), avec Louis Marie Pantaléon, marquis de Costa de Beauregard (1806-1864), dont :
    - Charles-Albert (1835-1909), historien, homme politique, marié, dont postérité ;
    - Josselin (1836-1916), marié (1864), avec Béatrix Budes de Guébriant (1840-1898)), dont postérité ;
    - Henri (né en 1838), secrétaire d'ambassade ;
    - Paul (1839-1901), marié, le 27 mai 1869 à Paris VIIe, avec sa cousine Herminie de Rougé (1845-1920), fille d'Adolphe, comte de Rougé (1808-1871) et de Marie de Saint-Georges de Vérac (1811-1886), dont postérité ;
    - Camille (1841-1910), chanoine de Chambéry, refusa par deux fois l'épiscopat ;
    - Elisabeth (29 août 1842 - 18 octobre 1843) ;
    - Félicie Marie (30 janvier 1844 - 19 mars 1844) ;
    - Félicie Marie Louise (1845-1893), mariée, le 2 juillet 1866 à Paris VIIe, avec Jules, marquis de Prunelé 1836-1897, dont postérité ;
    - Alix (1845-1915), fille de la Charité (Sœur Mélanie) ;
    - Olivier (1848-1870), sous-lieutenant de lanciers mort pour la France à Sedan
    - Marie-Antoinette (1850-1875), mariée, le 30 mai 1872 à Paris VIIe, avec Arthur de Lancrau (1843-1904), comte de Bréon, polytechnicien (X 1862), capitaine d'artillerie, union sans postérité.

  - Armes de la maison de La Croix de Castries. Alix Marie Léontine (Paris VIIe, 30 mai 1818 - Paris VIIe, 13 février 1900), mariée le 4 juin 1838 avec Gaspard de La Croix (1816-1869), 2e comte de Castries, dont 18 enfants, dont :
    - Marie Joseph Augustin de La Croix de Castries (1852-1912), contre-amiral ;
    - Jacques de La Croix de Castries (1868-1913), marié, en 1894, avec Valentine Emilie Goffe (1870-), dont :
      - Christian de La Croix de Castries (1902-1990), général de brigade.

## Pour approfondir